# Alexander Schaepkens
Pour les articles homonymes, voir Schaepkens.
Joannes Christianus Antonius Alexander Schaepkens (né le 23 juin 1815 à Maastricht, où il est mort le 1er septembre 1899) est un peintre néerlandais, lithographe, aquarelliste, illustrateur, professeur d'art et historien amateur.
Il dessine, lithographie, grave et peint des bâtiments et des paysages à Maastricht et ses environs, dans le Limbourg hollandais et belge et dans la province de Liège. Il a également écrit des traités antiquaires sur des sujets concernant Maastricht et le Limbourg. Alexander Schaepkens est l'un des premiers chromolithographes de Belgique.
Son œuvre, et celle de ses frères Théodore et Arnold, également actifs dans les arts visuels, a une valeur artistique limitée mais une grande valeur documentaire.

## Biographie

### Famille

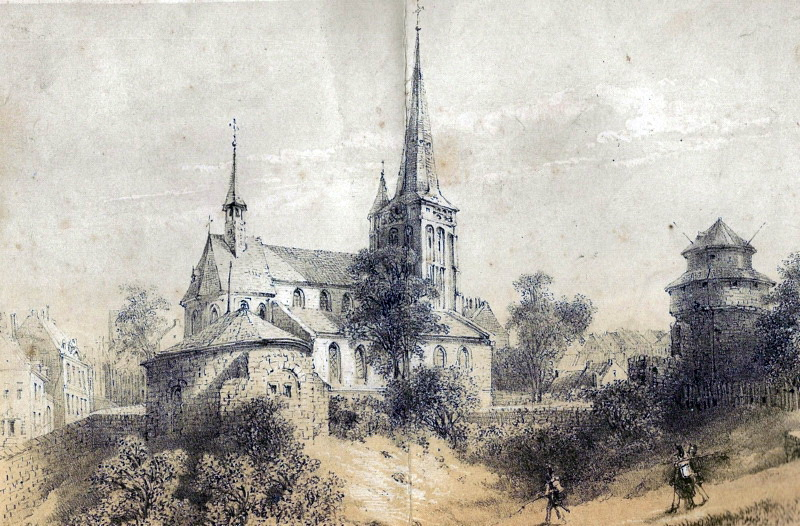
Vue de l'ancienne église Saint Martin, la porte Saint-Martin et la Wycker Tour Poudrière. En bas à droite, quelques soldats de la garnison (collection RHCL).

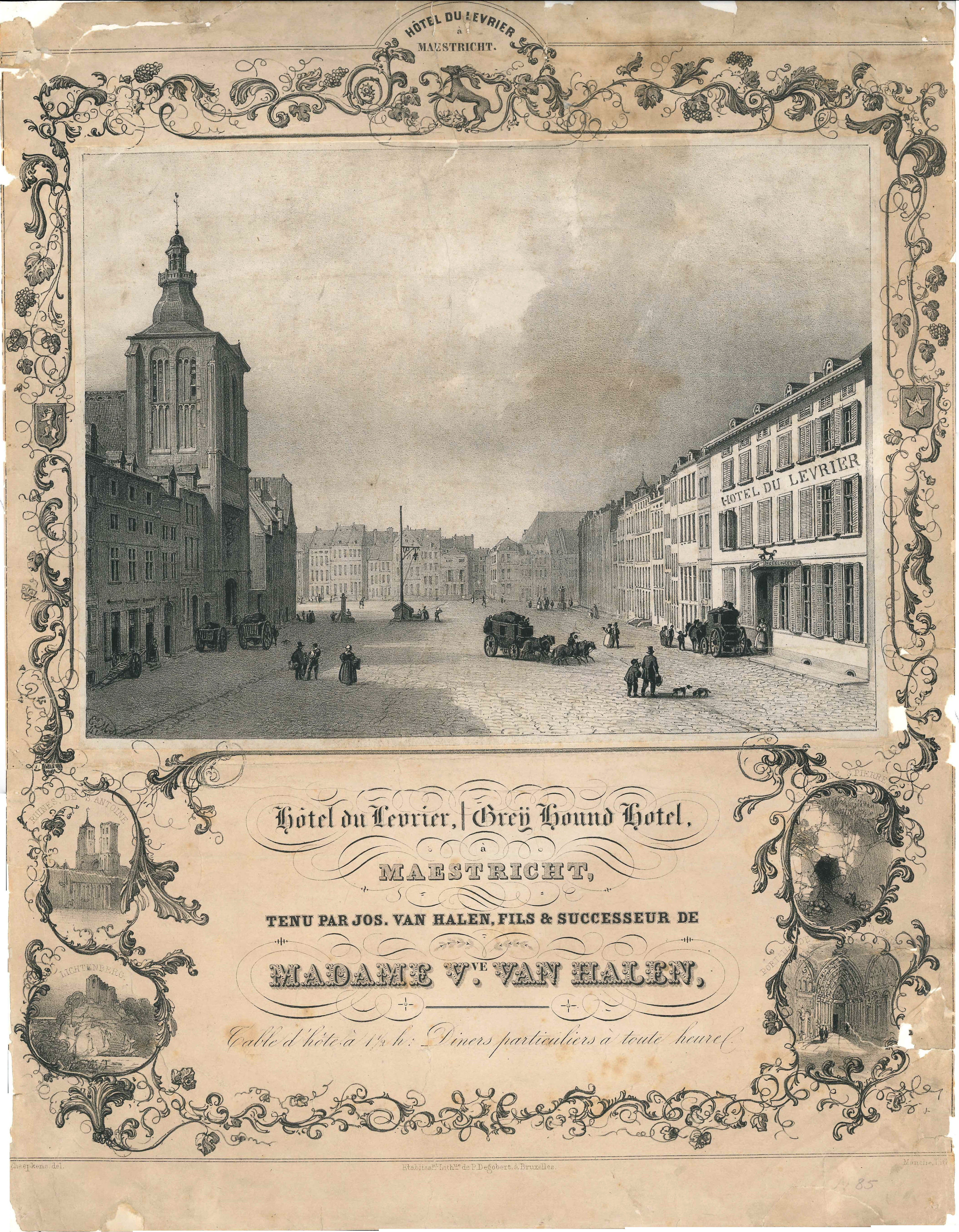
Estampe publicitaire pour l'Hôtel du Lévrier avec lithographies de la Boschstraat, de l' église Antonite, des ruines de Lichtenberg, de l'entrée de la carrière Sint-Pietersberg et de Bergpoort, avant 1848 (collection RHCL).

Alexander Schaepkens est issu d'une famille bourgeoise de Maastricht. Il est le septième enfant et le troisième fils survivant du prussien Joannes Arnoldus Schaepkens (1770-1849) et de Marie Anne Rijckelen (1776-1846), originaire de Maastricht. Le père de Schaepkens est serrurier et vend des poêles. La famille habitait au-dessus du magasin de la Grote Staat (alors n° 665 et aujourd'hui n° 23), dans une maison largement rénovée au XXe siècle.

### Formation
Après l'école primaire, les frères Théodore, Alexandre et Arnold, à vocation artistique, ont tous fréquenté l'athénée royal, alors situé dans l'ancien monastère dominicain de la Helmstraat. De plus, ils étudient à la Stadtekenschool, fondée par la municipalité en 1823, située dans l'ancienne église des Augustins et dirigée par le peintre Pierre Lipkens. En 1824, Alexandre, neuf ans, et son frère Théodore, quatorze ans, figurent parmi les lauréats dans la catégorie dessin de modèle en plâtre. Cinq ans plus tard, Alexandre remporte une autre médaille pour un dessin de la tête de Pâris, également d'après un modèle en plâtre.
Peu après la révolution belge, Alexandre étudie de 1832 à 1835, à la suite de son frère Théodore, à l'Académie royale des beaux-arts d'Anvers. Il se perfectionne dans l'atelier de Jacques Van Gingelen, puis apprend à graver, entre autres, auprès d'Erin Corr, le fondateur de la « grande gravure ». En 1834 - il a alors dix-neuf ans - il soumet pour la première fois un tableau au Salon d'Anvers, un paysage urbain. Deux ans plus tard – il s'était déjà installé à Bruxelles – il fait de même au Salon de Bruxelles de 1836. Il suit également des cours à l'Académie royale des beaux-arts de Bruxelles pendant deux ans et copie les maîtres anciens dans les musées. À l'automne 1837, il s'exerce de la même manière au Louvre à Paris.

### Retour à Maastricht
En 1837, Alexander Schaepkens retourne à Maastricht pour s'y établir définitivement. En 1843, il obtient un diplôme d'enseignement néerlandais à l'académie royale des arts d'Amsterdam. De 1844 jusqu'à son abolition en 1866-67, il dirige à la fois la Stadstekenschool et l'école de modelage et de gravure de sa ville natale de Maastricht. Il a également donné des cours privés. L'un de ses élèves était Victor de Stuers, qui devint plus tard le fondateur de la conservation des monuments néerlandais. De plus, il peint et grave « pour lui-même », guidé par son intérêt à caractère local.
Le 5 mars 1881, Alexander Schaepkens épouse à Liège Catherine Marie de Lange, rentière et divorcée, née à Surakarta le 13 août 1834. Les deux époux étant déjà âgés, leur mariage est resté sans enfant. Il meurt le 1er septembre 1899 à l'âge de 84 ans à Maastricht.

## Honneurs
Alexander Schaepkens a reçu les ordres suivants :
- Chevalier de l'ordre de la Couronne de chêne (Pays-Bas, 1857) ;
- Chevalier de l'ordre de Léopold (Belgique, 1865) ;
- Officier du Nichan Iftikhar (Tunisie, 1865).

## Œuvre
Alexander Schaepkens a dessiné et peint des bâtiments, des paysages urbains et des paysages dans et autour de Maastricht presque toute sa vie. Il l'a fait dans le style romantique typique du XIXe siècle. L'exemple artistique de Schaepkens était le Français Eugène Isabey.
Schaepkens fut l'un des premiers chromolithographes de Belgique. En 1840, trois ans seulement après l'invention du procédé de lithographie en couleurs, il publie son premier album de 23 lithographies en couleurs chez l'éditeur bruxellois Borremans et Mason : Vues dans le Limbourg aux bords de la Meuse. En 1852, paraît Rolduc et ses environs, dessinés d'après nature, et lithographiés par Alexandre Schaepkens, qui connaît une réimpression en 1857. Viennent ensuite les albums in-folio : Anciens monuments d'architecture du onzième au treizième siècle dans le Limbourg (1855) avec huit lithographies en couleurs, et Monuments de Maestricht, aquarelles lithochromes (1857) avec trente lithographies en couleurs, tous deux imprimés par Simoneau & Toovey en Bruxelles. L'Ancienne enceinte militaire de Maestricht, démolie en 1867-1869, publiée en 1872, contenait douze gravures publiées antérieurement de l'enceinte démolie et des portes de la ville.
En plus de la peinture et de la lithographie, Alexander Schaepkens s'est concentré sur la réalisation de gravures. En 1858, il publie à son compte une série de onze petites vues du Sint-Pietersberg sous le titre Montagne St. Pierre, dont une réimpression paraît en 1859. Des lieux le long de la Meuse, où il avait déjà dessiné, comme Exaten, Elsloo et Rothem, ont également été immortalisés sous forme de gravures. Dans les années 1883 et 1889, Felix Callewaert publie à Bruxelles deux volumes de descriptions historiques des bâtiments et des paysages urbains du Pays liégeois sous le titre : Illustrations de la Principauté de Liège. Le volume, qui comptait un total de neuf numéros,  contenait 125 eaux-fortes en couleurs. Les dessins et aquarelles qui ont servi de base à ce projet ont été achetés vers 1892 par le roi Léopold II de Belgique et donnés à la bibliothèque royale de Belgique à Bruxelles.
En plus de ses activités artistiques, Alexander Schaepkens a également travaillé comme antiquaire , particulièrement intéressé par l'histoire et la préservation du patrimoine monumental. Il a publié de nombreux articles dans des revues belges et néerlandaises. En 1847, un article paraît dans la Revue de Bruxelles, dans lequel il plaide pour la préservation des édifices médiévaux en Belgique. Cet article a peut-être exercé une influence positive sur les travaux de la Commission Royale des Monuments, fondée en 1835, qui a publié un premier inventaire du patrimoine belge en 1861 – bien avant les Pays-Bas. À partir de 1854, il est membre du nouveau Comité des monuments de Maastricht, fondé en 1849, mais qui s'est mis en grève. De 1863 à 1866, il fut le premier président de la Société historique et archéologique dans le duché de Limbourg, appelée plus tard LGOG.

## Héritage, collections
L'importance de l'héritage artistique des trois frères Schaepkens est limitée. Le frère aîné, Théodore, a réussi à acquérir une certaine notoriété au cours de sa vie, notamment en Belgique, grâce à ses grands tableaux d'histoire et ses peintures religieuses. Plus tard, son travail est tombé dans l'oubli. L'héritage artistique d'Alexander est divisé en diverses collections nationales et étrangères. Ses publications historiques, ainsi que celles de son frère Arnold, ont paru dans des revues belges et néerlandaises. Ils sont à peine connus dans les régions de langue néerlandaise, peut-être parce qu'ils ont été principalement écrits en français.

Plusieurs dizaines de peintures à l'huile appartiennent aujourd'hui au Limburgs Geschied-en Oudheidkundig Genootschap (LGOG) et sont, pour la plupart en mauvais, voire en très mauvais état, dans le dépôt du musée des Bons-Enfants à Maastricht. Certaines toiles ont été restaurées et faisaient partie d'une exposition à l'occasion du 150e anniversaire de LGOG en 2013. Certaines autres peintures appartiennent à la municipalité de Maastricht. 

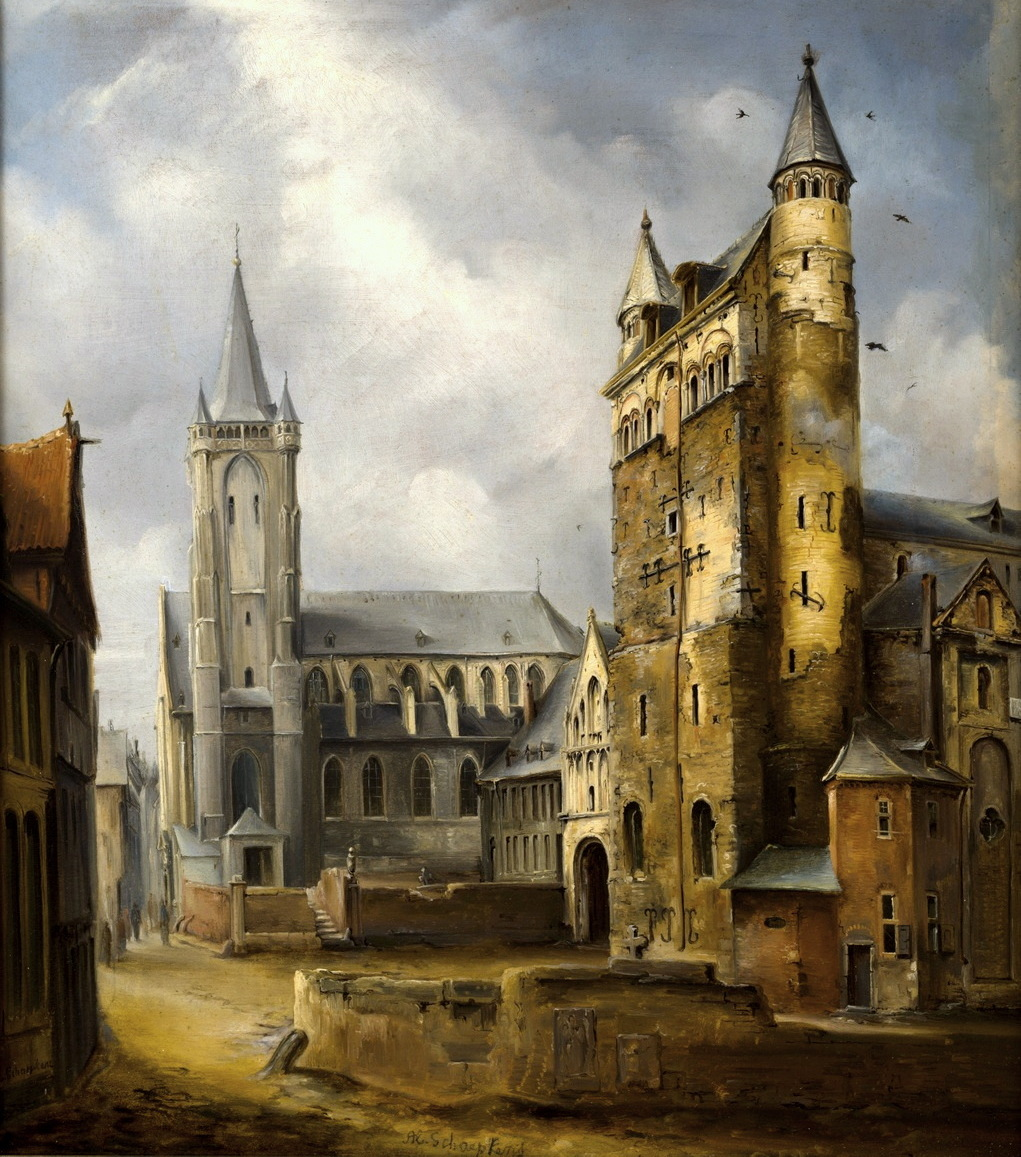
Église Saint-Nicolas et basilique Notre-Dame de Maastricht, peinture à l'huile, avant 1837.
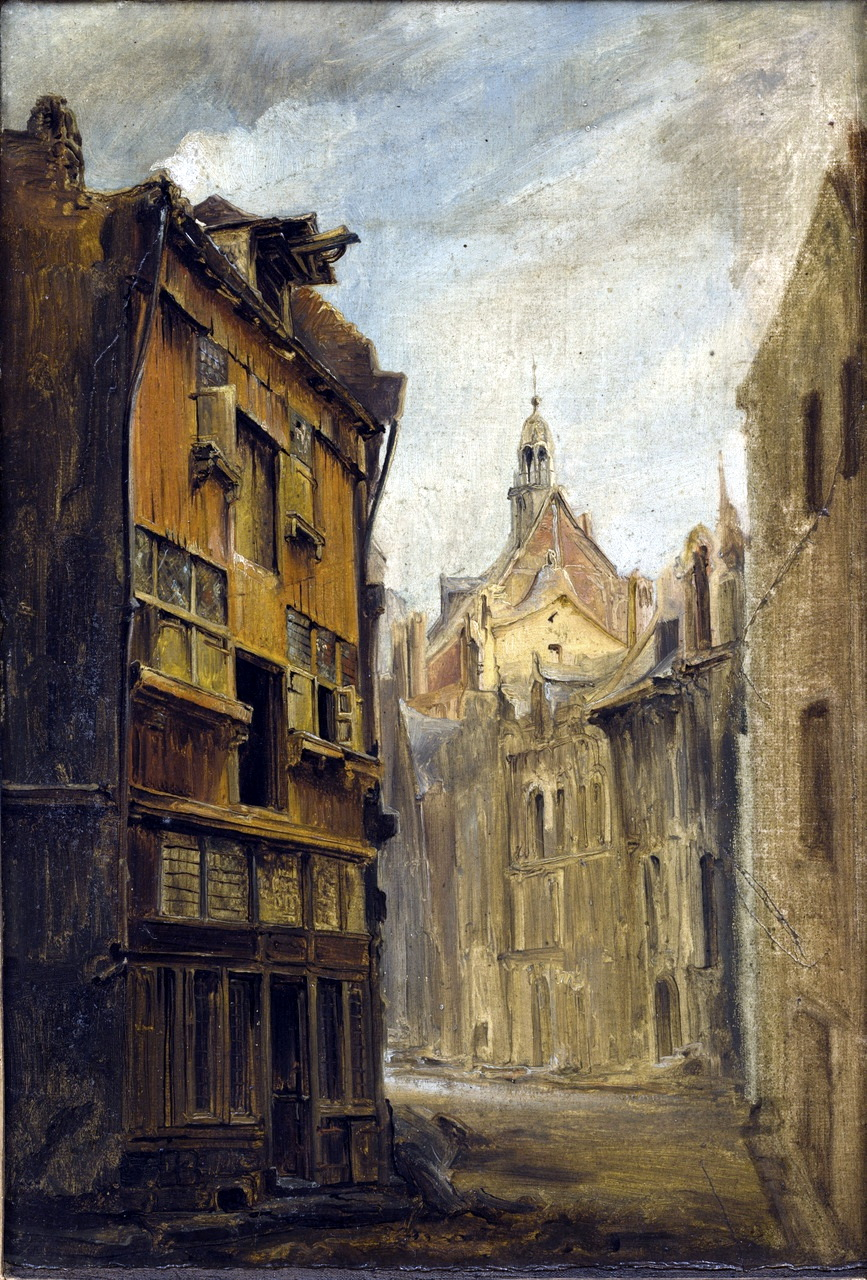
Marché aux cerises avec dernière maison en bois, peinture à l'huile, avant 1838.
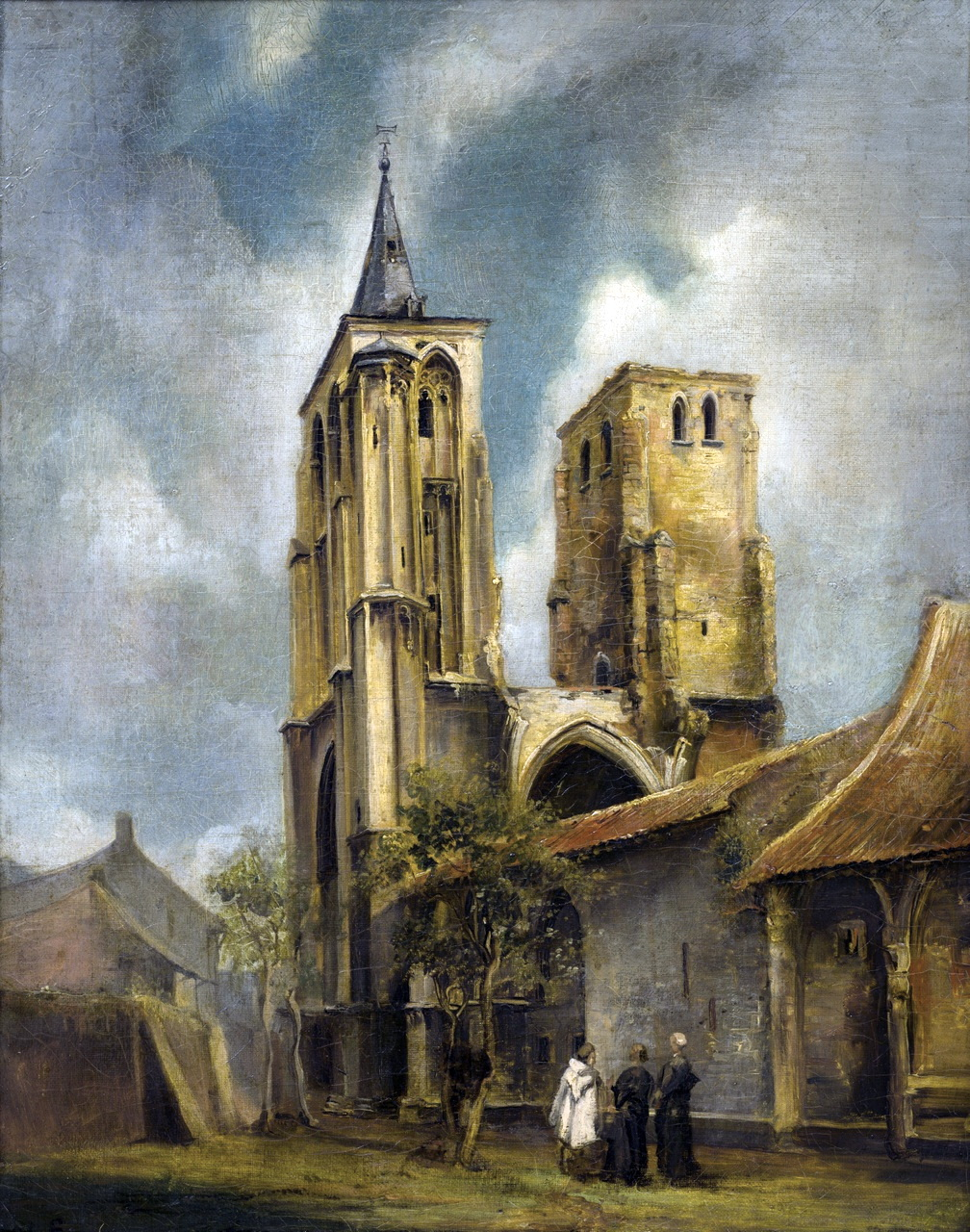
Église Saint-Antoine, peinture à l'huile, avant sa démolition en 1848.
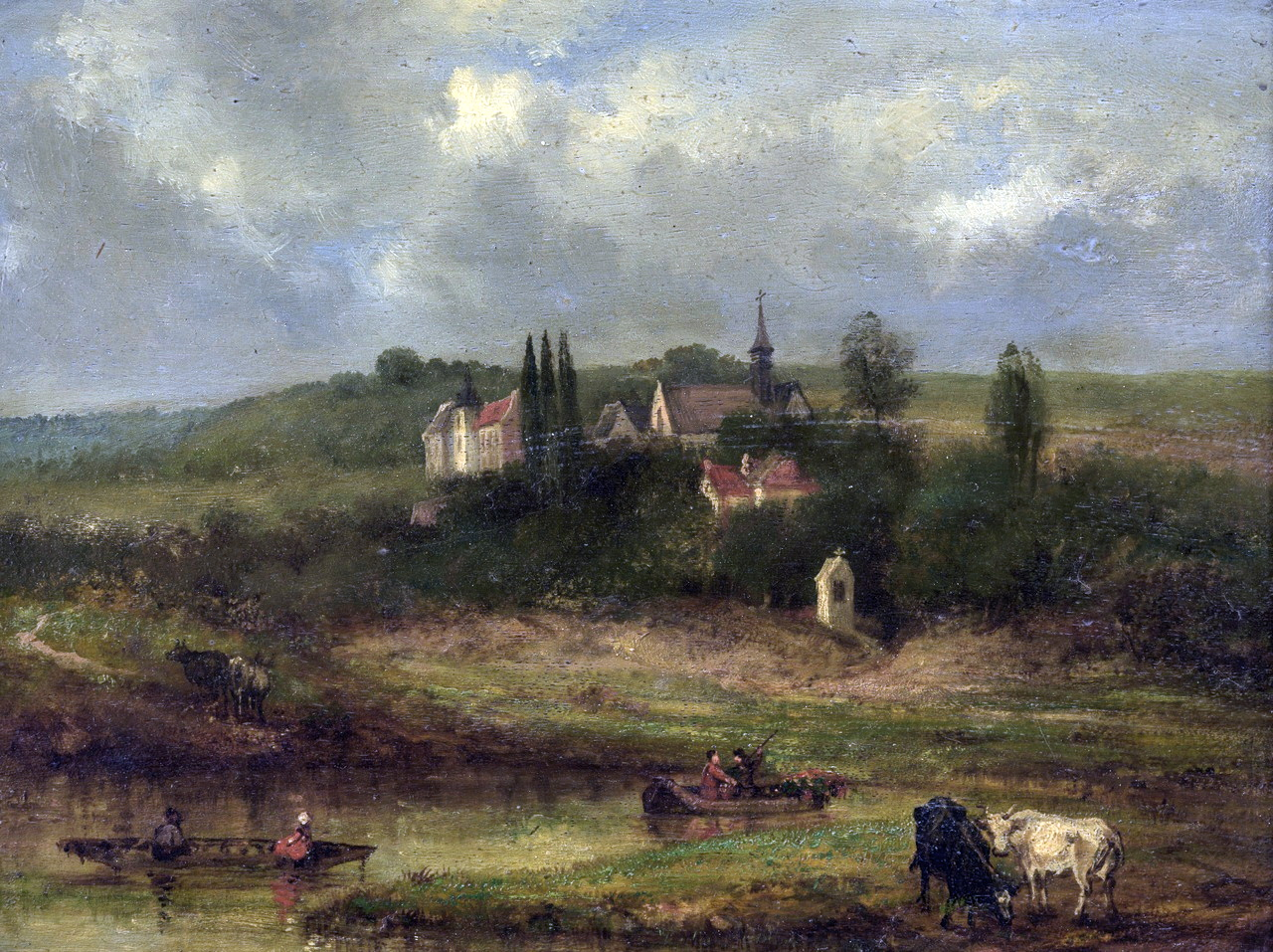
Le Varkenswaard et le village de Sint Pieter, huile, vers 1860 ?

La plupart des dessins, lithographies et gravures d'Alexander Schaepkens font partie de la collection du Centre historique régional du Limbourg à Maastricht. Le Rijksmuseum Amsterdam possède également un grand nombre d'estampes et de dessins d'Alexandre et de ses frères Théodore et Arnaud. Quatre albums richement illustrés appartiennent à la collection Schillings, qui est conservée au Limburgs Museum à Venlo depuis 2019. L'université de Liège possède également une grande partie de l'œuvre de Schaepkens. Des reproductions de son travail illustrent régulièrement des publications historiques sur Maastricht.

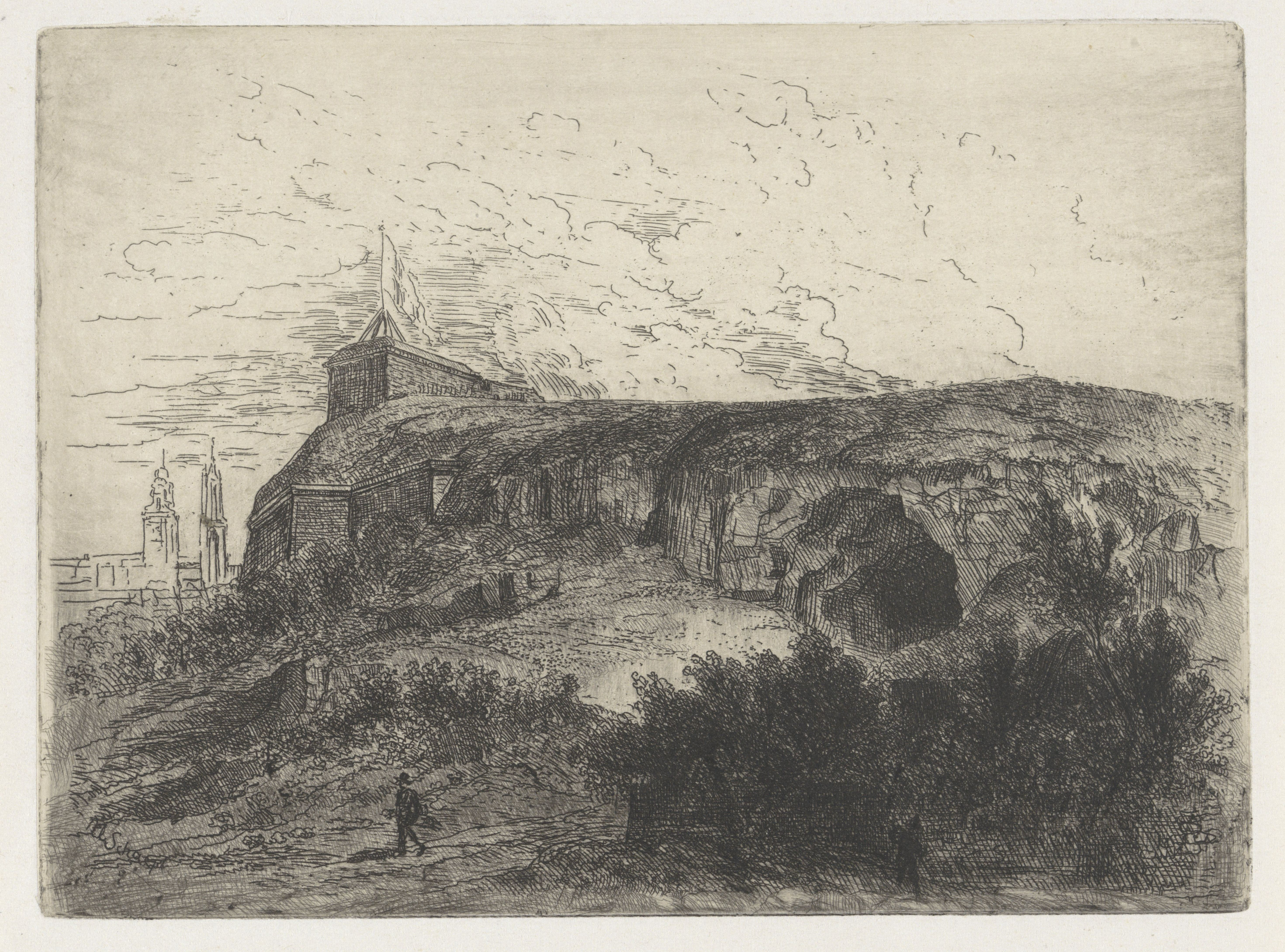
Fort Sint-Pieter et La Grande Entrée, eau-forte de la série Montagne St. Pierre, 1858.
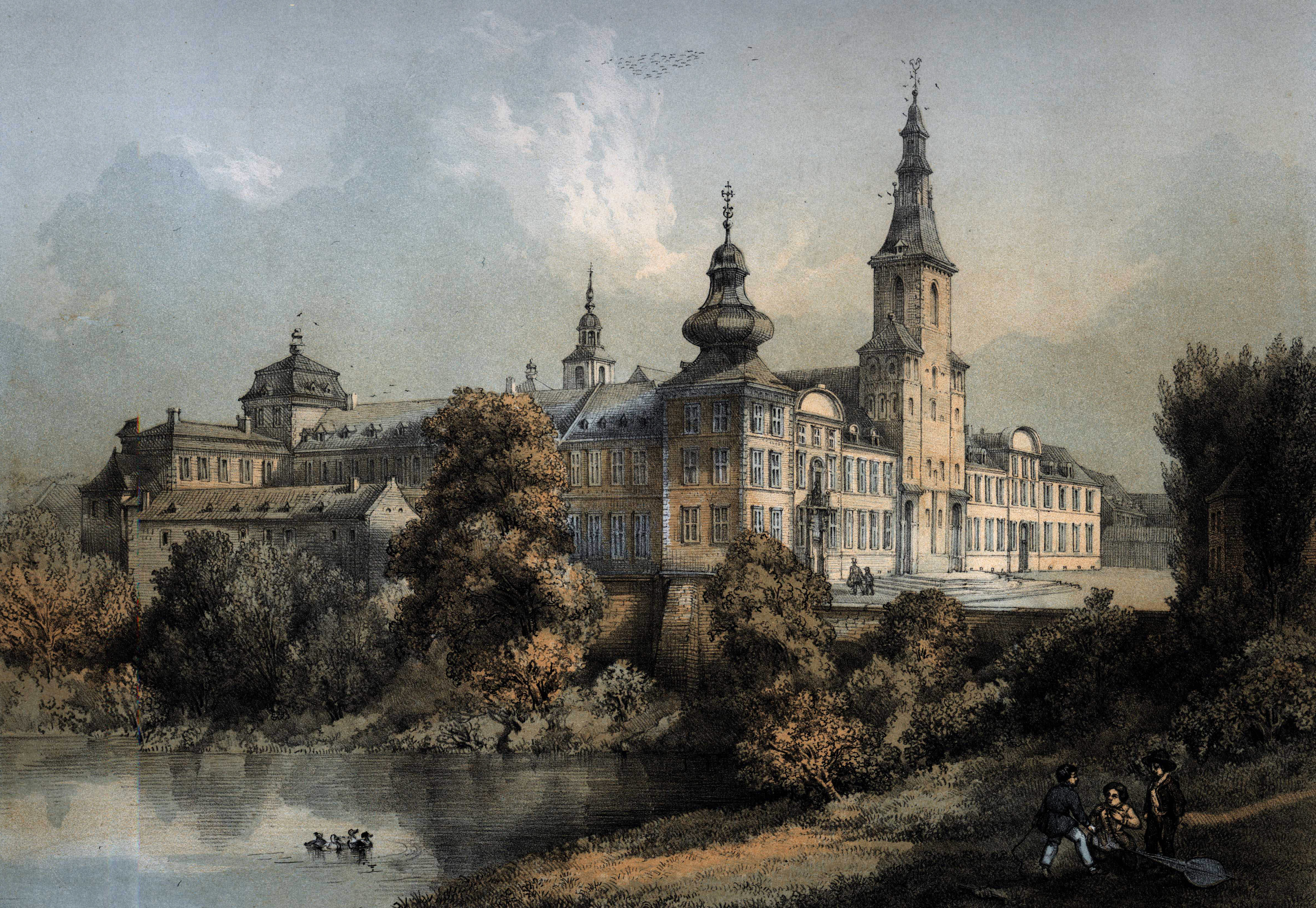
Vue de l'abbaye de Rolduc, publiée dans Rolduc et ses environs, lithographie en   couleurs, 1852.
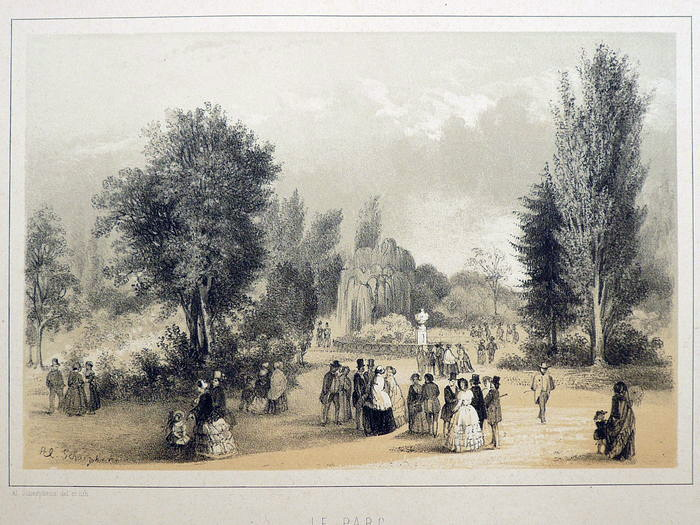
Se promener dans le parc de la ville, lithographie en couleurs, 1857.
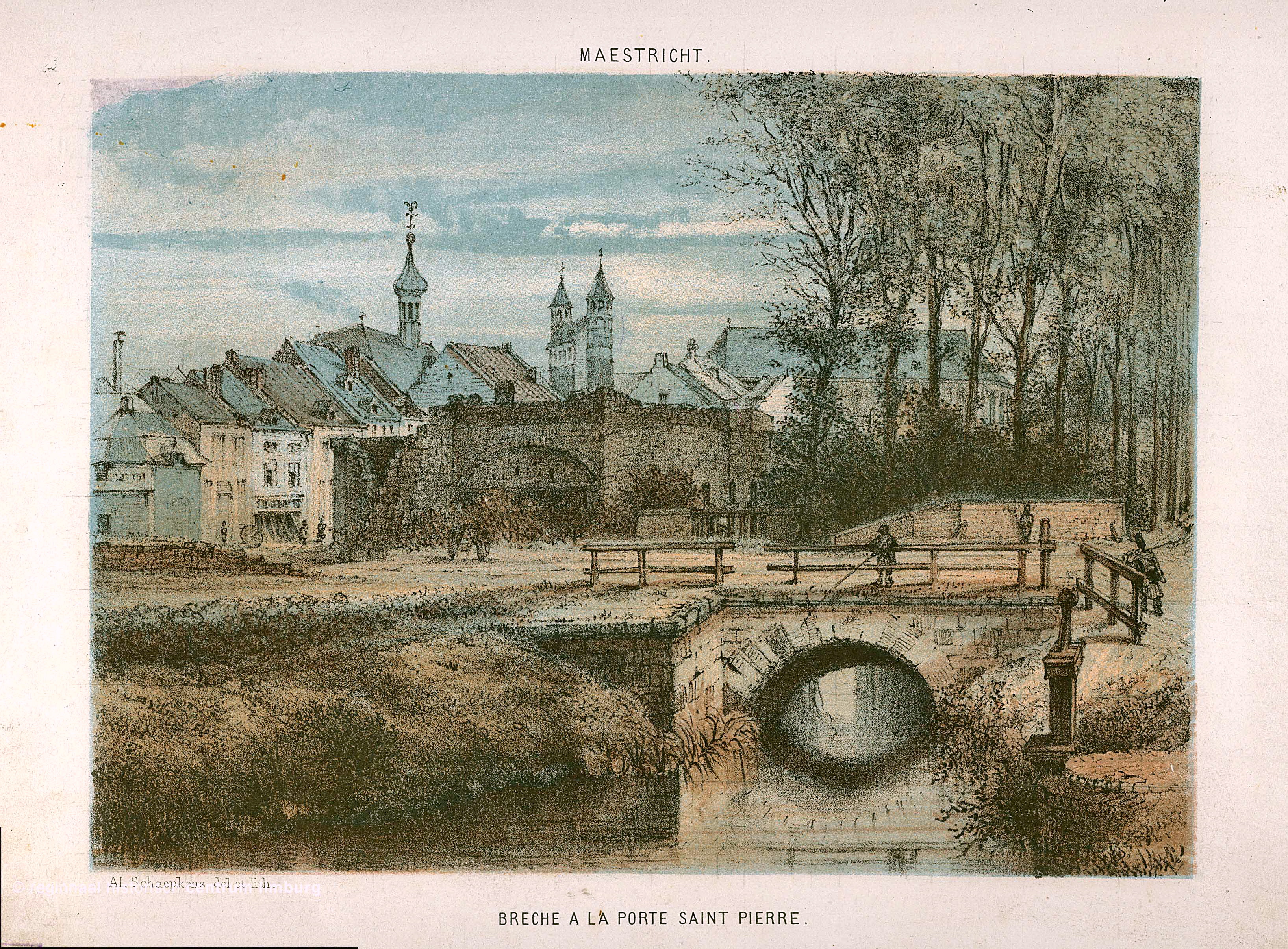
Sint-Pieterspoort (Maastricht) à moitié démoli, lithographie en couleurs, vers 1868.